# Kivenappa Ladies Cup 2013
Il Kivenappa Ladies Cup 2013 è stato un torneo di tennis facente parte della categoria ITF Women's Circuit nell'ambito dell'ITF Women's Circuit 2013. Il torneo si è giocato a San Pietroburgo in Russia dal 19 al 25 agosto 2013 su campi in terra rossa e aveva un montepremi di $25,000.

## Vincitrici

### Singolare
Polina Vinogradova ha battuto in finale  Sofia Shapatava con il punteggio di 6–4, 7–6(2).

### Doppio
Viktorija Kan /  Ganna Poznikhirenko hanno battuto in finale  Justyna Jegiołka /  Noppawan Lertcheewakarn con il punteggio di 6–2, 6–0.